# سامانه مدیریت اسناد
سامانه مدیریت اسناد (به انگلیسی: Document Management System) که به اختصار آن را DMS می‌نامند، امکان مدیریت دریافت، طبقه‌بندی، نگهداری، بازیابی و بایگانی مستندات را با یک دسترسی راحت و جستجوی سریع امکان‌پذیر می‌کند. این سامانه‌ها علاوه بر نامه و مستندات مرسوم سازمانی، شامل موارد جدیدی از جمله فرم‌های پویا، مستندات در گردش سایر نرم‌افزارهای مرتبط، فکس و نامه‌های پست الکترونیکی می‌باشد. معمولاً در سیستم مدیریت اسناد، گستره‌ای از گردش مکتوبات، از مراحل آغازین تولید تا امضا و ارسال الکترونیکی پوشش داده می‌شود.
از خصوصیات مهم سیستم مدیریت اسناد، تسهیل ارتباطات مکتوب سازمان‌هایی با گستردگی جغرافیایی، ارتباط با مخاطبین سازمان از طریق پورتال‌های سازمان و همچنین ارتباط با سایر سازمان‌ها می‌باشد.
یکی از قابلیت‌های جدید سامانه‌های مدیریت اسناد، استفاده از فناوری هوش مصنوعی برای دسته‌بندی خودکار مستندات، تشخیص محتوای متنی از تصاویر (OCR) و پیش‌بینی نیازهای کاربران بر اساس الگوهای استفاده پیشین است. 

## دلایل خرید نرم‌افزار مدیریت اسناد و بایگانی
خریداران به دلایل مختلفی نرم‌افزار مدیریت اسناد را ارزیابی می‌کنند، اما بیشتر به یکی از دلایل زیر به دنبال خرید نرم‌افزار مدیریت اسناد و بایگانی هستند.
- سازمانهایی که به دنبال حذف روال کاغذی در اداره خود هستند. این سازمانها به دنبال برنامه‌هایی هستند که بتوانند پرونده‌ها و اسناد خود را با سرعت آپلود کنند بدون اینکه نیاز باشد آنها را به صورت دستی اسکن کنند. برنامه‌های تصویربرداری گاهی اوقات بخشی از یک بسته یکپارچه بزرگتر است که ابزار اضافی را برای ردیابی، ذخیره و بازیابی این پرونده‌های دیجیتال ارائه می‌دهد.
-برخی شرکت‌ها و صنایع خاص تحت مقررات دولتی قرار دارند که نیاز به مجوزهای ذخیره‌سازی و دسترسی خاص به پرونده‌ها را نیاز دارند. این مقررات اغلب سازمانها را به حفظ اسناد قدیمی و جاری در فرمت دیجیتال و محدود کردن افرادی که می‌توانند به آنها دسترسی داشته باشند، ملزم می‌نماید. این شرکت‌ها اغلب به دنبال برنامه‌های کاربردی مدیریت سند هستند که به منظور سلسله مراتب دسترسی طراحی شده‌اند و شامل ویژگی‌هایی مانند ردیابی حسابرسی و مجوزهای مبتنی بر نقش می‌باشند.
-بسیاری از شرکت‌ها مشکل پیدا کردن و دسترسی به فایل‌ها را دارند. به عنوان مثال، اسناد ممکن است در مکان‌های مختلف ذخیره شود، از جمله درایوهای شبکه، دسکتاپ‌های فردی و سیستم عامل‌های به اشتراک گذاری فایل مبتنی بر وب (دراپ باکس) که در برخی موارد ممکن است خط مشی‌های شرکت را نقض کند. این خریداران به دنبال انعطاف‌پذیری ذخیره‌سازی سند هستند تا کارمندان بتوانند به راحتی و امنیت بالا به اسناد دسترسی پیدا کنند. بسیاری از سازمان‌های بزرگتر اغلب به دنبال مدیریت محتوای سازمانی هستند (ECM) که سیستم‌های جامع تری و اغلب شامل پرونده‌ها و برنامه‌های مدیریت دارایی دیجیتال می‌باشند.

## برخی نرم‌افزارهای مطرح دنیا در زمینه مدیریت اسناد
- keydoc
- Document management systems
- Alfresco
- Openkm
- docpro dms
- dmsindia]-knowledgeTree
- DocuWare